# Moken
Mokenfolket (også Mawken eller Morgan; burmesisk: ဆလုံ လူမျိုး; thai: ชาวเล) er et austronesisk folk fra Mergui-øgruppen, en gruppe af omkring 800 øer, som både gøres krav på af Myanmar og Thailand. De fleste af de 2.000-3.000 Moken lever semi-nomadiske jæger-samler-liv kraftigt baseret på havet, og regnes derfor blandt hav-nomaderne.